# International Power
Pour les articles homonymes, voir Power.
International Power est une entreprise britannique de production d'électricité, créée en 2000 et faisant partie de l'indice FTSE 100. Elle a été rachetée à partir de février 2011 par GDF Suez (dorénavant Engie), qui a acquis 100 % des actions en 2012.

## Historique
La société est née en 2000 à la suite de la dissolution de l'entreprise National Power en deux entités, Innogy, qui a conservé les actifs en Grande-Bretagne, et International Power, qui s'est consacrée aux activités internationales du groupe.
En février 2011, elle a été rachetée par le groupe GDF Suez (dorénavant Engie) qui a fini d'acquérir 100 % des actions mi 2012.
Elle a utilisé de 2004 à 2012 une stratégie d'optimisation fiscale qui lui a permis d'économiser au moins 245 millions de dollars.